# Louis Cahuzac
Pour les articles homonymes, voir Cahuzac.
Louis Cahuzac, né le 12 juillet 1880 à Quarante (Hérault) et mort le 9 août 1960 à Bagnères-de-Luchon (Haute-Garonne), est un des plus célèbres clarinettistes français de la première moitié du XXe siècle. Il a également écrit des pièces pour son instrument.

## Biographie
Louis Cahuzac est né à Quarante dans l'Hérault. Son père lui donne ses premières leçons de clarinette.
Cahuzac est admis très rapidement dans la classe de clarinette de maître Félix Pagès, au conservatoire de Toulouse, car il se révèle très doué. Lorsqu'il obtient son premier prix en 1896, il se rend à Paris. Deux de ses amis - le futur compositeur Jules Mazellier et le futur dramaturge Romuald Joubé - qui deviendront également des professeurs dans leur profession, l'accompagnent. Au conservatoire de Paris, Louis Cahuzac entre dans la classe du célèbre clarinettiste Chrysogone Cyrille Rose. En 1898, il remporte le deuxième prix et l'année suivante, il obtient le premier prix à l'unanimité en jouant le Solo de concours composé par André Messager. Les juges ont été conquis par la pureté de son style et sa sonorité agréable. Le jeune lauréat était non seulement un brillant instrumentiste, mais aussi un technicien de haut niveau. Il était avant tout un artiste, un musicien de la plus grande sensibilité. Louis Cahuzac a également étudié la composition avec Paul Vidal.
Il a été engagé par Francis Touche, qui a dirigé les Concerts-Rouge de 1905 à 1907, constitués des principaux premiers prix du conservatoire. Ces concerts ont eu un impact considérable sur l'éducation musicale des jeunes. « Je me souviens, » se rappelle un auditeur, « des applaudissements qui accueillaient Cahuzac lorsqu'il interprétait le Concerto ou le merveilleux Quintette de Mozart... »
Francis Touche donne ensuite une série de concerts en son nom propre à Strasbourg et ses artistes et ses invités réguliers voyagent avec lui. Lors de ces concerts, Cahuzac a connu un succès fréquent.
Cahuzac a également été admis à l'Association Artistique des concerts Colonne, où il a joué un rôle important pendant longtemps, d'abord comme deuxième clarinette et finalement comme clarinette solo sous la direction de Gabriel Pierné à  partir de 1901.
En 1902, Cahuzac est engagé comme clarinette solo à l'orchestre de l'opéra de Paris. En 1905, il devient membre de la Société moderne d'instruments à vent, fondée en 1895 par Georges Barrère, qui deviendra plus tard « Le dixtuor de Paris ». Toujours en 1905, Cahuzac devient clarinette solo du Grand orchestre du casino de Bagnères-de-Luchon, dirigé par Louis Laporte.
En plus d'être un soliste d'orchestre, il était aussi un admirable virtuose de la clarinette, célébré en France et à l'étranger. Sa réputation était telle que Paul Hindemith l'a personnellement choisi pour créer son Concerto pour clarinette en la majeur en 1956. Cahuzac a également donné la première audition de la Sonatine (1923) d'Arthur Honegger, de la Sonatine (1927) de Darius Milhaud et des Trois pièces pour clarinette seule d'Igor Stravinsky, sans oublier la Rapsodie pour clarinette de Claude Debussy, le maître lui-même l'accompagnant au piano. Il a également organisé la première audition du Concerto pour clarinette et orchestre de Darius Milhaud, avec le compositeur lui-même à la tête de l'orchestre.
Louis Cahuzac a effectué son premier enregistrement avec le Concerto pour clarinette de Carl Nielsen, une pièce originellement écrite en 1928 pour le clarinettiste danois Aage Oxenvad. Le 22 novembre 1956, à l'âge de 76 ans, il a enregistré à Londres le Concerto pour clarinette et orchestre de Paul Hindemith pour le label EMI, sous la direction du compositeur.
Il a également été un très grand enseignant et nombre de ses élèves au Conservatoire de Paris sont devenus célèbres comme Eduard Brunner (Orchestre symphonique de la Radiodiffusion bavaroise), Yona Ettlinger, Hans-Rudolf Stalder, Gervase de Peyer, André Boutard (Opéra de Paris), Gilbert Voisin (vainqueur du Concours international d'exécution musicale de Genève en 1950), Palle Nehammer, Guy Dangain et Guy Deplus. Ses élèves venaient de Suisse, du Danemark, de Suède, de Norvège et d'Israël et, à leur tour, devenaient généralement eux-mêmes des virtuoses.
Outre son travail de clarinettiste et de professeur, il était également un chef d'orchestre apprécié et un compositeur de talent. En tant que chef d'orchestre, il a dirigé de nombreux concerts de la Radiodiffusion-télévision française (RTF) après la Seconde Guerre mondiale, des orchestres régionaux (Lille, Lyon, Nice, Marseille, Strasbourg et Toulouse) et également à l'étranger. Louis Cahuzac a toujours manifesté un fort désir de diriger. En 1919, alors qu'il est clarinette solo de l'Orchestre du casino de Luchon, il a été désigné pour remplacer le maestro Jamin en tant que chef d'orchestre permanent et directeur, poste qu'il occupera pendant vingt ans. Il apportait à sa direction d'orchestre les mêmes normes musicales élevées que celles pour lesquelles il était reconnu comme soliste. Louis Cahuzac était très fier de ses postes orchestraux et parlait avec émotion de ses expériences.
Louis Cahuzac était également un défenseur des droits des musiciens et œuvrait à améliorer les conditions de travail dans les organisations qu'il servait, notamment lorsqu'il était directeur du personnel de l'Opéra. Il faisait fi des conséquences sur ses relations personnelles dans son combat pour la justice.
A sa retraite, il aménage des appartements dans sa maison à Luchon, ce qui lui permet de recevoir des élèves tout au long de l'année.
En décembre 1959, Cahuzac dirige, ce qui sera son dernier concert en tant que chef d'orchestre, l'Orchestre de Toulouse-Pyrénées dans le sud de la France.
En mars 1960, Louis Cahuzac est renversé par une voiture alors qu'il circule en cyclomoteur sur les Champs-Elysées; il perd l'usage de son bras et de ses doigts et garde l'espoir de pouvoir jouer à nouveau de son instrument.
Louis Cahuzac est décédé à Bagnères-de-Luchon le 9 août 1960.
Cahuzac jouait des clarinettes système Boehm fabriquées par Buffet Crampon et un bec  5RV et des anches de la maison Vandoren.

## Récompense et honneur
Cahuzac a été nommé chevalier de l'Ordre national de la Légion d'honneur française en 1939.
Dans sa ville natale, une école porte son nom : le collège Louis Cahuzac.

## Citation
« N'oubliez jamais que la technique, la virtuosité, le joli timbre ne sont que des moyens d'action, et que le but est la musique. Ne sacrifiez jamais la musique aux qualités de la virtuosité, tôt ou tard elle vous récompensera ; et vous recueillerez aussi l'estime et la faveur des " hommes de goût ", ce qui vaut beaucoup plus que les applaudissements des profanes. »

— Louis Cahuzac, Lettre à Hans-Rudolf Stalder (1954)

## Œuvres
Ses compositions sont destinées principalement à la clarinette, et sont presque toutes inspirées par sa région natale dans le sud de la France:
- Fantaisie sur un vieil air champêtre, pour clarinette et piano (le thème est introduit par le piano, suivi par une cadence éblouissante. Il est suivi de quatre variations explorant toutes les ressources de la clarinette). éditions Gérard Billaudot
- Variations sur un air du pays d'Oc, pour clarinette et orchestre ou harmonie. Réduction pour clarinette et piano (sept variations sur l'air traditionnel Se canta) éditions LEDUC
- Arlequin, pour clarinette solo (évoque Arlequin un des acteurs de la commedia del arte) éditions Gérard Billaudot
- Pastorale cévenole, pour clarinette et piano (ou orchestre à cordes) éditions Gérard Billaudot
- Cantilène, pour clarinette et piano (ou orchestre à cordes) éditions Gérard Billaudot
- Concertino d'après un quintette de H. Baermann, pour clarinette et piano éditions Gérard Billaudot

Philippe Cuper a enregistré ses œuvres :
- The complete works of Louis Cahuzac, avec Philippe Cuper, Philippe Devaux (clarinettes) et Christine Lagniel (piano), (Clarinet Classics CC0065, 2012)[2]

## Enregistrements (par compositeur)
Louis Cahuzac a réalisé de nombreux enregistrements de référence qui constituent un patrimoine de l'école française des bois.
- Luigi Bassi, Fantaisie Brilliante sur le Rigoletto de Verdi, dans Les grands maîtres de la Clarinette, Dante Productions LYS 366 (p) 1998
- Louis Cahuzac, Cantilène, dans The French Clarinet School Revisited, Grenadilla RGP-10008CD
- Louis Cahuzac, Variations sur un air du pays d'Oc, dans Les grands maîtres de la Clarinette, Dante Productions LYS 366 (p) 1998
- Marc Delmas, Fantaisie Italienne op.110, dans Les grands maîtres de la Clarinette, Dante Productions LYS 366 (p) 1998
- Paul Hindemith, Concerto pour clarinette, Historical - Hindemith: Orchestral Works
- Arthur Honegger, Sonatine, dans ''The French Clarinet School Revisited, Grenadilla RGP-10008CD
- Paul Jeanjean, Clair Matin, dans Les grands maîtres de la Clarinette, Dante Productions LYS 366 (p) 1998
- Paul Jeanjean, Arabesques, dans Les grands maîtres de la Clarinette, Dante Productions LYS 366 (p) 1998
- Paul Jeanjean, Arabesques, dans The French Clarinet School Revisited, Grenadilla RGP-10008CD
- Hermann D. Koppel, Concerto pour clarinette, op.35, dans Herman D. Koppel - Composer and Pianist, Danacord, (p) 2002
- Paul Lacôme, Rigaudon, dans Les grands maîtres de la Clarinette, Dante Productions LYS 366 (p) 1998
- Aurelio Magnani, Mazurka-caprice, dans Les grands maîtres de la Clarinette, Dante Productions LYS 366 (p) 1998
- Georges Migot, Quatuor pour Flûte, Violon, Clarinette et Harpe, dans Les grands maîtres de la Clarinette, Dante Productions LYS 366 (p) 1998
- Darius Milhaud, Concerto pour clarinette op.230, création 1951
- Carl Nielsen, Concerto pour clarinette op.57
- Henri Paradis, Introduction et variations sur l'air de Marlborough, Les grands maîtres de la Clarinette, Dante Productions LYS 366 (p) 1998
- Henri Paradis, Introduction et variations sur l'air de Marlborough, dans The French Clarinet School Revisited, Grenadilla RGP-10008CD
- Gabriel Pierné, Canzonetta, dans Les grands maîtres de la Clarinette, Dante Productions LYS 366 (p) 1998
- Gabriel Pierné, Giration, dans Orchestre Colonne - Hundred Thirty Years Dedicated to Music, Cascavelle, (p) 2006
- Gabriel Pierné, Canzonetta, dans The French Clarinet School Revisited, Grenadilla RGP-10008CD
- Carl Maria von Weber, Concertino, dans Les grands maîtres de la Clarinette, Dante Productions LYS 366 (p) 1998